# Heather MacLeod
Heather MacLeod est un personnage de fiction créé par Gregory Widen, Peter Bellwood et Larry Ferguson dans les films Highlander et Highlander: Endgame réalisé par Russell Mulcahy en 1986 et Douglas Aarniokoski, en 2000. Il est interprété à l'écran par Beatie Edney.

## Biographie
En 1537, elle se marie avec Connor MacLeod, ils vivent dans une petite maison isolée sur les côtes d'Écosse, Connor est forgeron. En 1541, Connor rencontre Juan Sanchez Villa-Lobos Ramirez qui deviendra son mentor. Connor et Heather deviendront amis avec Ramirez. À cette époque, Kurgan est à la recherche de Connor afin de le tuer. Mais c'est son maître Ramirez qu'il tuera puisque MacLeod n'était pas présent chez lui lors de l'arrivée de l'immortel. À la suite de ce duel, Kurgan violera Heather. Connor ne l'apprendra que bien plus tard après sa mort, en 1985. Heather meurt en 1590 de vieillesse. Jusqu’à sa mort, Connor restera fidèlement à ses côtés.  

## Personnalité
Heather MacLeod, est un personnage reconnu pour sa gentillesse et sa bonté. C'est une femme aimante et fidèle envers Connor, son mari. Elle est animée par une grande joie de vivre et se montre toujours aimable. Elle est appréciée par Juan Sanchez Villa Lobos Ramirez avec qui elle se liera d'amitié.